# 2016 AZ8
2016 AZ8 est un astéroïde géocroiseur binaire.
Le corps primaire, découvert en 2016, mesure au moins 400 mètres, il est au moins deux fois plus grand que son satellite. Celui-ci a été découvert grâce à des observations du radiotélescope d'Arecibo faites le 4 janvier 2019, il orbite à plus de 400 mètres du corps primaire.